# Virgen con el Niño y santa Ana (Durero)

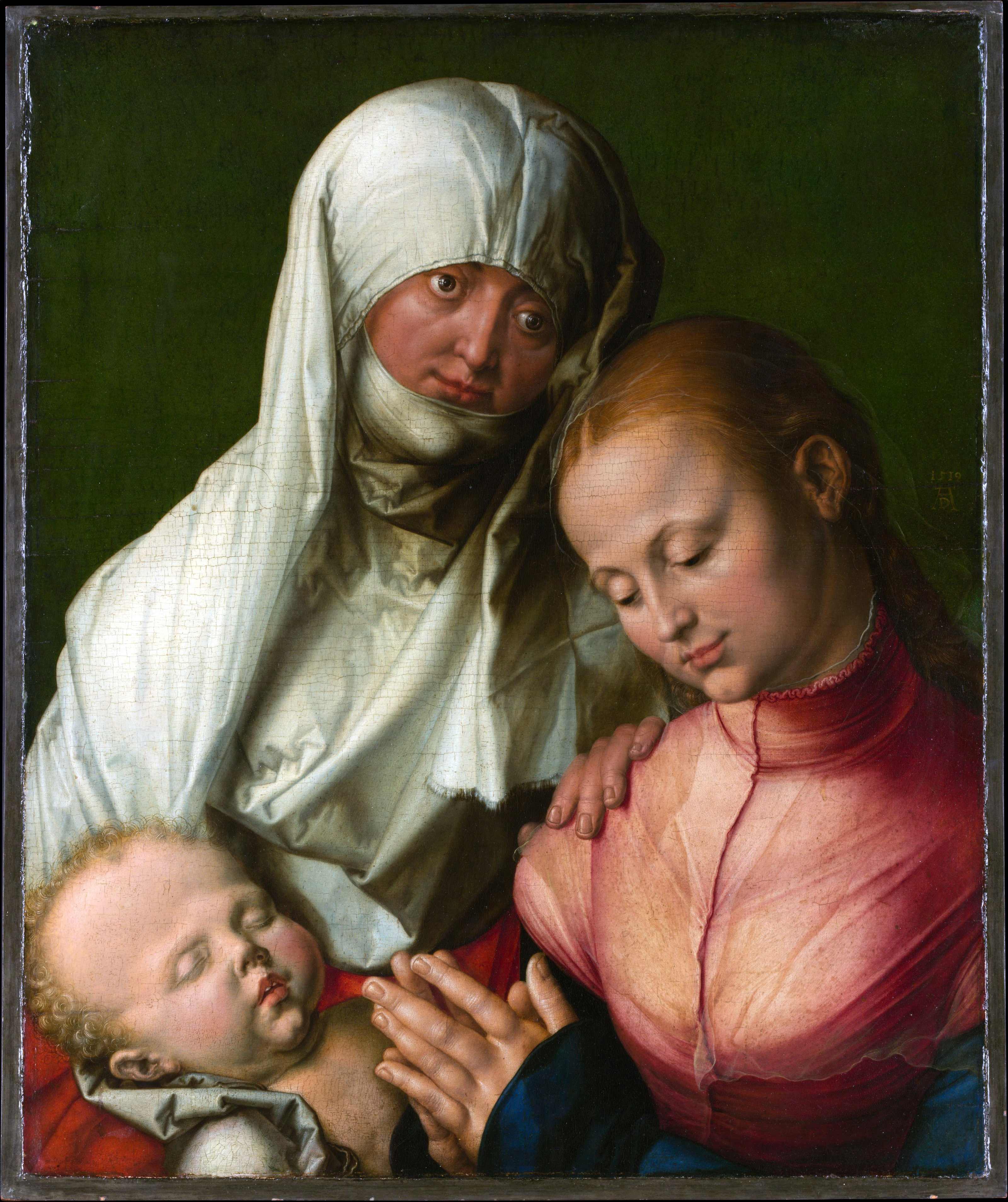
La Virgen con el Niño y Santa Ana, de Durero.

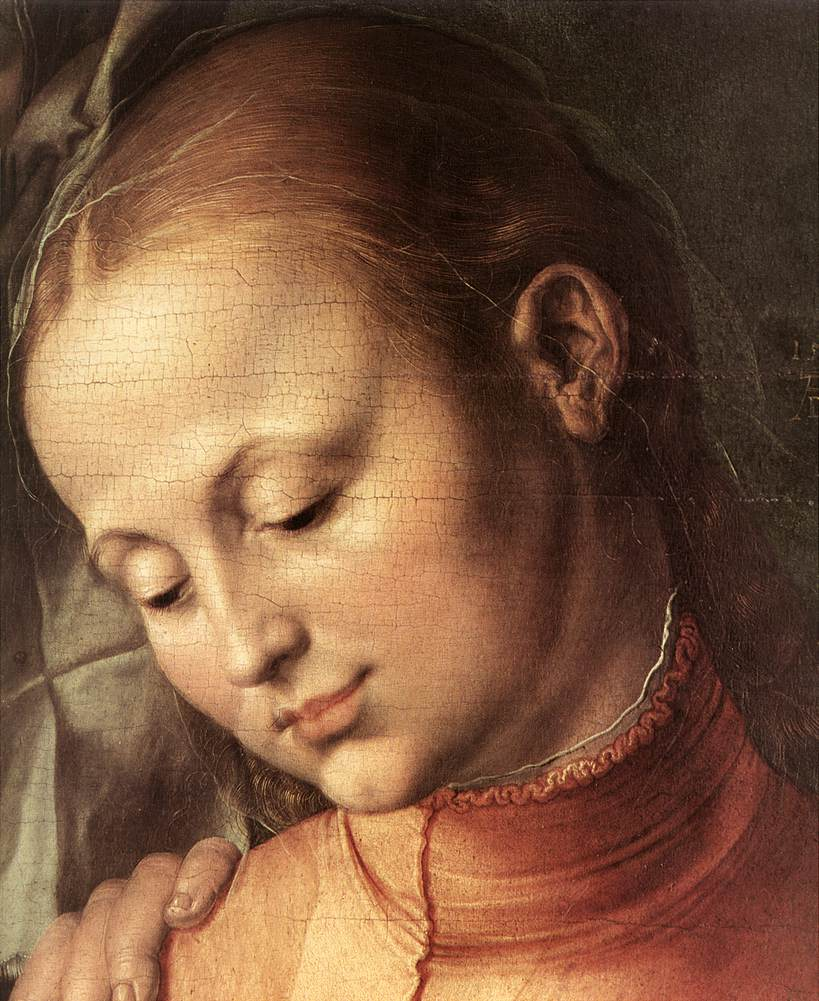
Detalle.

La Virgen y el niño con santa Ana es una pintura al óleo y temple de Alberto Durero. Está firmada y fechada en 1519 en letras doradas en el centro del borde derecho, aunque esto puede haber sido añadido más tarde. Originalmente pintada sobre tabla, fue más tarde transferida a lienzo y se encuentra actualmente en el Museo Metropolitano de Arte de Nueva York.

## Historia
Perteneció a Gabriel Tucher de Núremberg - él y su familia eran seguidores comprometidos del artista. Santa Ana era una de las santas más populares en Alemania. Un boceto preparatorio para el trabajo sobrevive en la Albertina en Viena, posiblemente también de 1519 y mostrando a la santa (siendo su modelo Agnes, la esposa del pintor) pintada en gris con reflejos sobre un fondo oscuro. Porta una toca cerrada de lino con una banda cubriendo la barbilla, entonces muy de moda en Núremberg para las damas casadas y viudas.
En 1630 Maximiliano I, elector de Baviera lo adquirió y  estuvo expuesto en el palacio de Schleißheim hasta mediados del siglo XIX. Repintes y un mal estado de conservación llevaron finalmente a su venta de las colecciones bávaras como una mera copia posterior de Durero y - después de pasar por colecciones privadas en Múnich y Odesa -  llegó a los Estados Unidos. Allí fue adquirido por Benjamin Altman, que lo donó al museo. Las restauraciones subsiguientes descubrieron su excelente calidad, revelando su condición de trabajo autógrafo del artista.

## Otras versiones

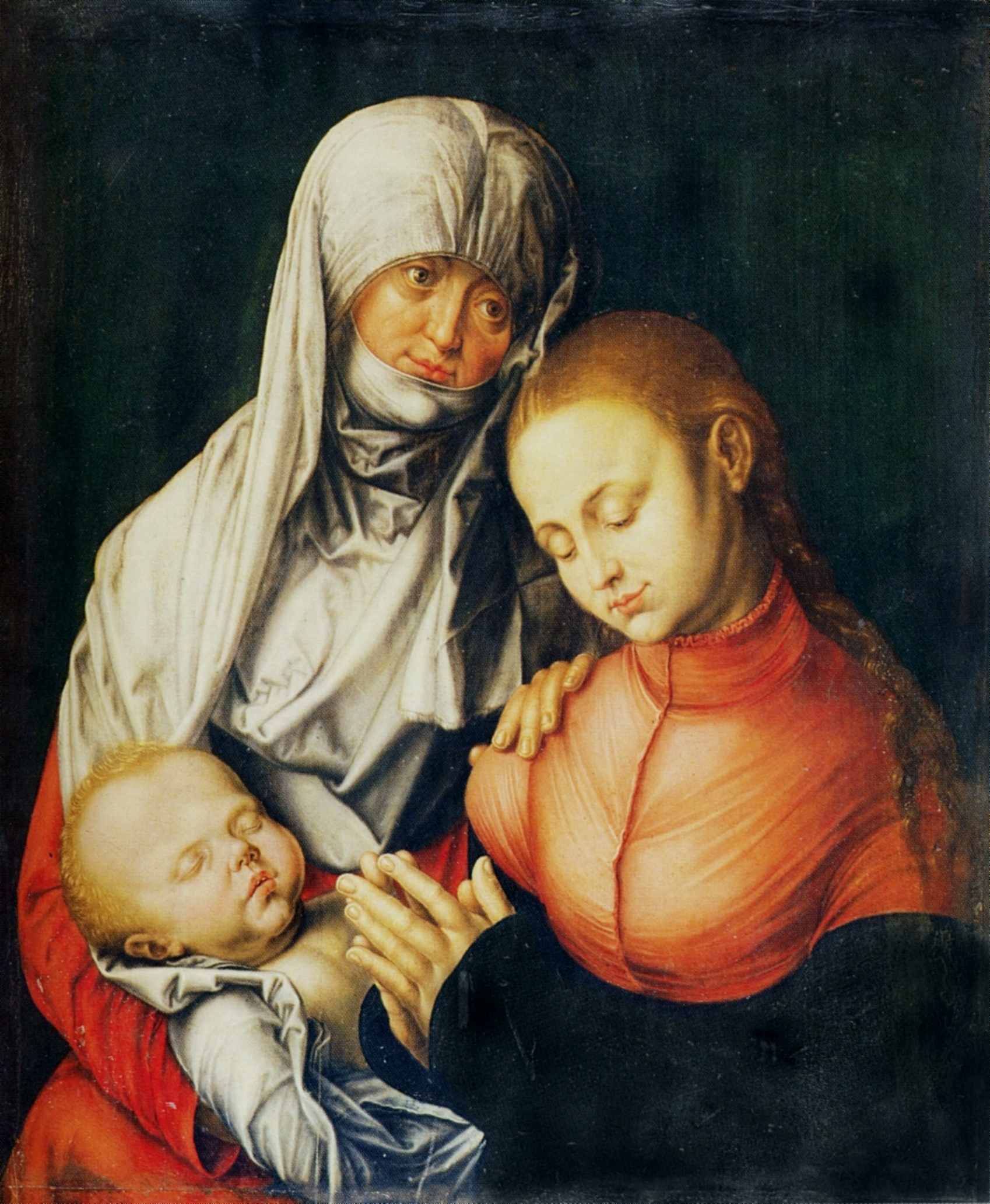
Copia del museo de la colección de Juan Pablo II.

El Museo de la colección de Juan Pablo II en Varsovia guarda una versión de esta pintura de 1523, la cual es también considerada trabajo propio del artista.

## Descripción y estilo
La figura de la santa, monumental y tranquilizadora, domina la composición, con la mano apoyada protectoramente sobre el hombro de su hija. El blanco de su toca resalta sobre el fondo verde, mientras María, en adoración al Niño que la abuela sostiene en el regazo, lleva un vestido rojizo, cuidado hasta el último pliegue y botón. Ejemplo de gran virtuosismo es el velo trasparente sobre su cabeza. Su rostro es dulce y absorto en la contemplación, mientras el de su madre se muestra más alerta y con un rictus de consuelo, que predice la futura Pasión. El Niño es presentado dormido, con gran naturalidad, la boca entreabierta dejando a la vista dos dientes, y con los rizos y suaves pestañas rubios pintados uno a uno.
La composición está cuidadosamente calibrada, con las cabezas de las dos mujeres inclinadas la una hacia la otra, como si se tocaran, formando una pirámide, en que las líneas de fuerza, los gestos y miradas llevan el ojo del espectador de un lado al otro de la obra.